# Setiodes nana
Setiodes nana är en fjärilsart som beskrevs av Herrich-Schäffer 1866. Setiodes nana ingår i släktet Setiodes och familjen bastardsvärmare. Inga underarter finns listade i Catalogue of Life.